# Força
Força is de derde single van Folklore, het tweede album van de Canadese zangeres Nelly Furtado. "Força" werd uitgekozen als het officiële nummer van het Europees kampioenschap voetbal 2004 in Portugal. Het nummer werd erg bekend in Europa en haalde in Nederland de derde plaats. Tijdens de finale mocht ze het nummer zelf ten gehore brengen in het stadion. In het nummer zelf zingt ze het refrein in het Portugees.
"Força" betekent "kracht".